# 查爾維里鹽沼

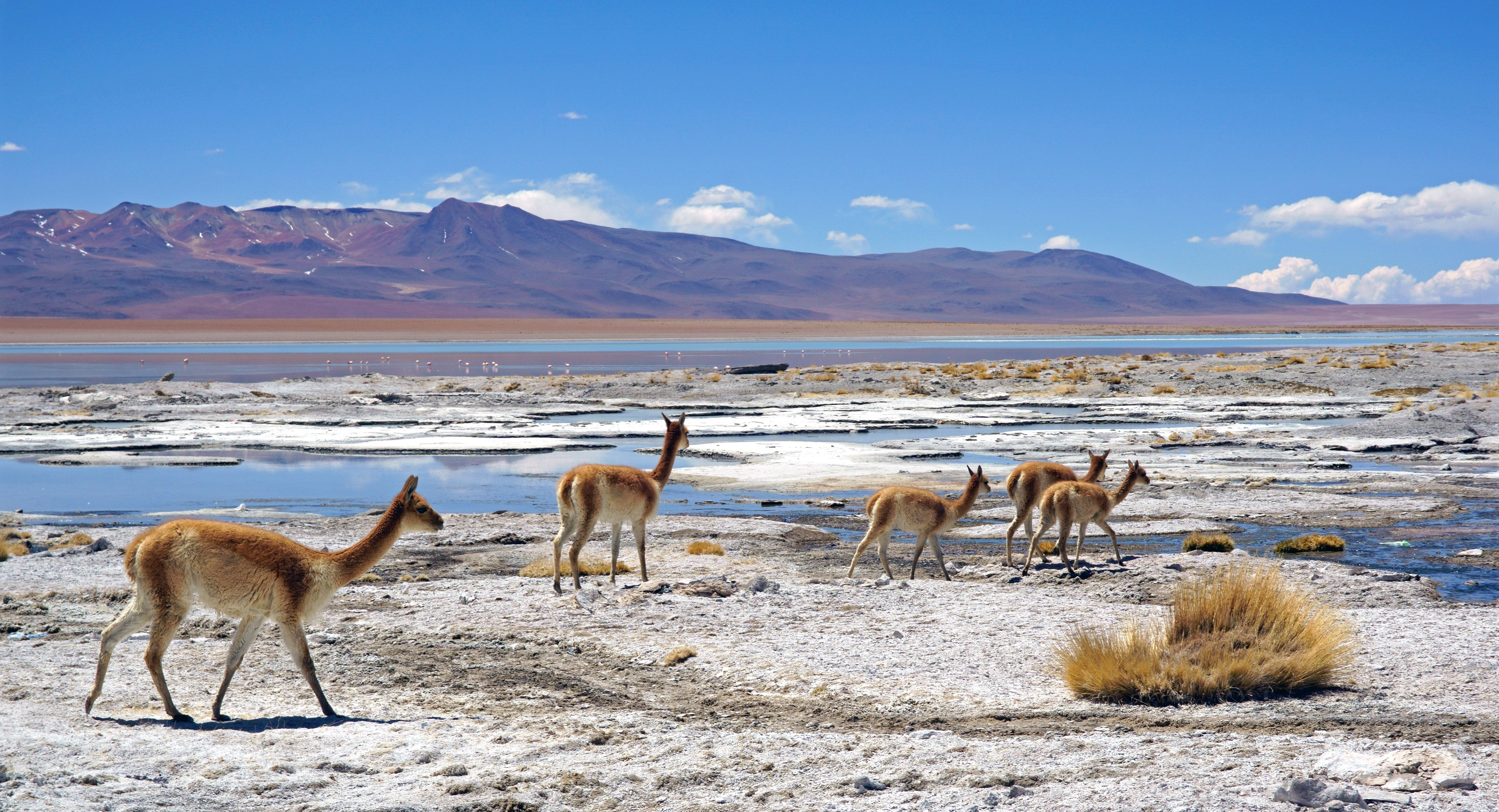
查爾維里鹽沼周圍的小羊駝

查爾維里鹽沼（Salar de Chalviri，Salar de Ohalviri ）是玻利维亚西南部波托西省爱德华多·阿瓦罗阿安第斯动物相国家保护区中部的一个鹽盤，位于22°32′S 67°34′W / 22.533°S 67.567°W  ，海拔约4,398米（14,429英尺）。萨尔瓦多·达利沙漠位于查爾維里鹽沼的西南部。